# Шарльер
Шарлье́р (фр. charlière) — аэростат, наполненный водородом, гелием или другими газами легче воздуха. Назван по имени французского учёного и изобретателя Жака Александра Сезара Шарля. Аэростат объёмом 25 м³ совершил свой первый полёт 27 августа 1783 года при стечении 300 000 зрителей на Марсовом поле в Париже. Первый полёт «шарльера» с экипажем (Ж. А. С. Шарль и М. Н. Робер) состоялся 1 декабря 1783 года в Париже. Французский профессор физики Жак Шарль считал, что дымный воздух — это не лучшее решение, ведь горячий воздух, остывая, теряет подъёмную силу, чего нельзя сказать о водороде, так как он изначально легче воздуха. Жак Шарль использовал лёгкую шёлковую ткань, смоченную раствором каучука в скипидаре, в качестве оболочки, способной длительное время держать летучий газ.

## Наполнение
Для того, чтобы «шарльер» поднялся в воздух, газ должен быть легче воздуха. При заданной температуре и давлении плотность газа пропорциональна молекулярной массе (Mr). Для того чтобы газ был легче воздуха, его молекулярная масса должен быть ниже 28,97. Грузоподъёмность пропорциональна разности между 28,97 и молекулярным весом газа. Веществ с молекулярной массой ниже 29 и газообразных при комнатной температуре, немного:
- Водород. Mr = 2. Высокая грузоподъёмность (1,204 кг/м³), безвреден, недорог, но пожаро- и взрывоопасен. Широко применяется для беспилотных «шарльеров».
- Гелий. Mr = 4. Высокая грузоподъёмность (1,115 кг/м³), безвреден, безопасен, но дорог. Широко применяется для пилотируемых «шарльеров».
- Неон. Mr = 20. Безвреден, безопасен, но дороже гелия, и из-за высокого атомного веса грузоподъёмность втрое ниже, чем у водорода (0,400 кг/м³). Применяется ограниченно.
- Метан. Mr = 16. Малотоксичен, недорог, но пожаро- и взрывоопасен. Применяется ограниченно.
- Аммиак. Mr = 17. С резким запахом, ядовит, слегка горюч, относительно недорог и доступен. Сжижается уже при −33℃, поэтому большие высоты становятся недоступны. Применяется ограниченно, для метеозондов.
- Фтороводород (HF). Mr = 21. Крайне ядовит (смертельная концентрация — сотые доли процента; в меньших концентрациях вызывает ожоги кожи и органов дыхания). Химически агрессивен (прожигает почти любую оболочку). Не применяется.
- Ацетилен (C2H2). Mr = 26. Крайне пожаро- и взрывоопасен. Не применяется.
- Диборан (B2H6). Mr = 27,6. На воздухе нестабилен, самовоспламеняется. Не применяется.
- Азот. Mr = 28. Безвреден, недорог, но грузоподъёмность ничтожная (0,043 кг/м³). Не применяется.
- Этилен (C2H4). Mr = 28. Пожаро- и взрывоопасен. Не применяется по той же причине, что и азот.
- Угарный газ (CO). Mr = 28. Горюч и крайне токсичен. Не применяется по той же причине, что и азот.

Кроме того, в качестве наполнителей предложено использовать водяной пар и в прошлом использовался светильный газ (смесь метана, водорода и угарного газа). Исходя из вышеописанных свойств газов, наиболее предпочтительным и широко используемым является гелий. Использовать водород, аммиак или метан можно только для беспилотных аэростатов, и их заполнение газом необходимо осуществлять на открытом пространстве, вдали от источников огня или электричества, с применением заземления всего оборудования. Неон предосторожностей не требует, как и гелий, он абсолютно безопасен.

## Воздушная подъёмная сила
Считая температуры газа-наполнителя и окружающей газовой среды (воздуха) одинаковыми, воздушную подъёмную силу «шарльера» можно выразить формулой:
Здесь {\displaystyle F} — подъёмная сила в килограммах на 1 м³ (так же, г/л) газа-наполнителя относительно воздуха при нормальных условиях.
{\displaystyle 28,97} — средняя молекулярная масса воздуха, г/моль,
{\displaystyle M} — средняя молекулярная масса газа-наполнителя, г/моль,
{\displaystyle 22,4} — молярный объем любого газа при нормальных условиях, л/моль.
| Газ наполнитель | Химическая формула | Молекулярная масса | Подъёмная сила (кг/м³) |
| --------------- | ------------------ | ------------------ | ---------------------- |
| Водород         | H2                 | 2                  | 1,204                  |
| Гелий           | He                 | 4                  | 1,115                  |
| Метан           | CH4                | 16                 | 0,579                  |
| Аммиак          | NH3                | 17                 | 0,534                  |
| Азот            | N2                 | 28                 | 0,043                  |

При равенстве температуры и давления атмосферного воздуха и газа-наполнителя, и до тех пор, пока оболочка «шарльера» вмещает всё начальное количество наполнителя, подъёмная сила аппарата не зависит от атмосферных условий, поскольку при отклонениях их от нормальных соотношение плотностей воздуха и наполнителя остаётся постоянным, и разница весов наполнителя и вытесняемого им воздуха не меняется. Таким образом, если подъёмная сила превышает вес оболочки, оснастки и полезного груза «шарльера», он будет подниматься неограниченно. Предел этому может наступить по следующим причинам:
1. экипаж выпускает из оболочки часть наполнителя, или он, расширившись вследствие понижения атмосферного давления, сам частично вытекает через нижнюю горловину оболочки;
2. герметичная, упругая оболочка (например, детского шарика, наполненного гелием, или метеозонда), растягиваясь при расширении наполнителя, оказывает на него дополнительное давление, вследствие чего он расширяется в меньшей степени, чем атмосферный воздух, и разница плотностей наполнителя и воздуха, а, следовательно, и подъёмная сила «шарльера», уменьшается;
3. в верхних слоях атмосферы, в которые поднимаются стратостаты, молекулярный состав воздуха изменяется, уменьшается доля более тяжёлых фракций, главным образом — кислорода. Вследствие этого средний молекулярный вес воздуха уменьшается, что ведёт к снижению подъёмной силы стратостата.